# Armadillidium pardoi
Armadillidium pardoi är en kräftdjursart som beskrevs av Albert Vandel 1956. Armadillidium pardoi ingår i släktet Armadillidium och familjen klotgråsuggor. Inga underarter finns listade i Catalogue of Life.